# Championnat du Chili du Rallye 2004
 (juillet 2021).
Le Championnat du Chili du Rallye 2004 était la 24e édition du Championnat Chilien des Rallyes et la cinquième avec le nom actuel. Il a commencé le 26 mars et s'est terminé le 17 octobre. Il y a eu un total de 8 citations, dont une avec un double score. Parmi les nouveautés figure l'inclusion de la date à Pucón, fin juillet, pour remplacer San Felipe et le transfert du Rallye de Puerto Montt, qui jusqu'à l'année précédente se déroulait sur les routes d'Iquique, vers la ville de Santiago. la finale à la date partagée de Talca.
Les catégories participantes étaient les N-2 (véhicules à traction simple jusqu'à 1600 cc). La N4 (véhicules jusqu'à 2000 cm3 à traction intégrale), cette dernière composée uniquement de la Subaru Impreza WRX, la Subaru Impreza STi et la Mitsubishi Lancer Evo VI et la N-3 (véhicules à traction intégrale jusqu'à 2000 cc).
Il n'y a qu'une seule information importante à souligner cette saison, la première se situe dans la catégorie N-3 avec la participation du pilote de Santiago, Cristóbal Vidaurre, du rallye Concepción (première date du championnat) qui se classe 19 en 1 de ses 4 dates consécutives, 15 à 2 de ses 4 dates consécutives, 16 à 3 de ses 4 dates consécutives et 11 aux 4 dates consécutives et finalement il termine à la cinquième place du classement général.
La catégorie N-4 a été définie à l'avant-dernière date en faveur du pilote argentin, Federico Villagra, qui a obtenu le titre de champion pour la première fois dans la catégorie, le deuxième est allé au pilote argentin, Walter Suriani et la troisième place est revenue au pilote de Viña del Mar Luis Ignacio Rosselot.
Dans la catégorie N-3, qui comptait plus de participants cette saison que la précédente, les lauriers sont allés au pilote argentin Gabriel Pozzo, tandis que le championnat de la marque est allé à l'équipe Nissan Marubeni et dans la N-2, l'osornino, Marcelo Pérez, Gagné.

## Participants
Catégorie N-4
| N° | Pilote                 | Copilote             | Auto                       | De           | Parrainer                                                                   |
| -- | ---------------------- | -------------------- | -------------------------- | ------------ | --------------------------------------------------------------------------- |
| 1  | Walter Suriani         | José María Rodríguez | Subaru Impreza STi         | Argentine    | Point Cola - Adelco - Embotelladora Llacolén - Pirelli - Redpower           |
| 2  | Dino Innocenti         | Edgardo Galindo      | Subaru Impreza STi         | Concepción   | Mobil - Serfocol - Pirelli - SKC Comercial                                  |
| 3  | Daniel Mas             | Luis Arias           | Subaru Impreza STi         | La Serena    | Concreces - Pirelli - Automotora Valp - La Tercera - Loctite                |
| 4  | Enzo Innocenti         | Jorge González       | Subaru Impreza WRX         | Concepción   | Point Cola - Serfocol - SKC Comercial - Abastible - Pirelli - Redpower      |
| 5  | Alberto Innocenti      | Carlo Innocenti      | Subaru Impreza WRX         | Concepción   | Point Cola - Serfocol - SKC Comercial - Abastible - Pirelli - Redpower      |
| 6  | Nani Roma              | Henri Magne          | Subaru Impreza WRX         | Espagne      | Repsol - Banco Santander - Michelin - Momo - Valeo                          |
| 7  | Jorge Martínez Fontena | Alberto Álvarez      | Subaru Impreza WRX         | Concepción   | Point Cola - Serfocol - SKC Comercial - Abastible - Pirelli - Redpower      |
| 8  | Federico Villagra      | Javier Villagra      | Mitsubishi Lancer Evo VIII | Argentina    | Mitsubishi Motors - Mobil - El Mercurio - Pirelli                           |
| 9  | Ricardo Concha         | Ricardo Kember       | Mitsubishi Lancer Evo VIII | Santiago     | Mitsubishi Motors - Mobil - El Mercurio - Pirelli                           |
| 10 | Luis Ignacio Rosselot  | Ricardo Rojas        | Mitsubishi Lancer Evo VIII | Viña del Mar | Mitsubishi Motors - Automotriz Rosselot - La Tercera - Mobil - Pirelli      |
| 11 | Juan Carlos Carbonell  | Emilio Acevedo       | Subaru Impreza WRX         | Santiago     | Automotora Suiza - Entel Will - Seguros Cruz del Sur                        |
| 61 | Macarena Pizarro       | Francisca Pizarro    | Subaru Impreza WRX         | La Serena    | Concreces - Pirelli - Automotora Valp - La Tercera - Loctite                |
| 62 | Gerardo Rosselot       | Jaime Rojas          | Mitsubishi Lancer Evo VIII | Viña del Mar | Mitsubishi Motors - Automotriz Rosselot - La Tercera - Mobil - Pirelli      |
| 67 | Walter Bandt           | Sebastián Vera       | Subaru Impreza STi         | Iquique      | Entel Will - Pirelli - Automotora Suiza - Ripley - Puma - Cachantún - Mobil |
| 68 | Alberto Pirola         | Ricardo Espinoza     | Subaru Impreza STi         | San Felipe   | Manquehue Net - Mall Marina Arauco                                          |

Catégorie N-3
| N° | Pilote             | Copilote             | Auto                      | De           | Parrainer |
| -- | ------------------ | -------------------- | ------------------------- | ------------ | --- |
| 12 | Ramón Ibarra       | Antonio de Gavardo   | Hyundai Coupé             | Santiago     | Automotores Gildemeister - Mobil - Pirelli                                                                                                  |
| 14 | Eliseo Salazar     | Sergio Dal-Dosso     | Hyundai Coupé             | Santiago     | Automotores Gildemeister - Mobil - Pirelli - Copec - Cerveza Cristal - Entel PCS                                                            |
| 15 | Osvaldo Pirles     | Diego Cagnotti       | Hyundai Coupé             | Argentine    | Automotores Gildemeister - Mobil - Pirelli                                                                                                  |
| 16 | Luis Westermeier   | Eugenio Carvallo     | Nissan Primera            | Puerto Montt | Nissan Marubeni - Pioneer - Cecinas Braunau - Pirelli - Cecinas Schwerter - Nokia                                                           |
| 17 | Gabriel Pozzo      | Daniel Stillo        | Nissan Primera            | Argentine    | Nissan Marubeni - Pioneer - Pirelli - Nokia                                                                                                 |
| 18 | Cristóbal Vidaurre | Juan Pablo Vergara   | Honda Civic               | Santiago     | Honda - Mobil - DuPont - Michelin |
| 19 | Matías Pilasi      | Pablo Vargas         | Mitsubishi Lancer         | Santiago     | Ron Bacardi - Sony Ericcson - Amistar - Michelin                                                                                            |
| 20 | Claudio Menzi      | Julio Becerra        | Mitsubishi Lancer OZ      | Argentina    | Mitsubishi Motors - Mobil - Canal 13 - Pirelli                                                                                              |
| 21 | Eduardo Valdés     | Gustavo Beccaria     | Chevrolet Astra Hatchback | Santiago     | Tramcorp - Goodyear - McAfee Security - Delphi - Denso - Swatch - La Tercera                                                                |
| 22 | Gonzalo Huerta     | Fernando Mussano     | Chevrolet Astra Hatchback | Santiago     | Tramcorp - Goodyear - McAfee Security - Delphi - Denso - Swatch - La Tercera                                                                |
| 23 | Jordi Serón        | Jorge Serra          | Nissan Primera            | Concepción   | Irenesa - Serón - Flight Service - Mobil - Pirelli                                                                                          |
| 24 | Álvaro Cabello     | Christian Troncoso   | Chevrolet Astra Hatchback | Santiago     | Chevrolet Coseche |
| 25 | Cristóbal Ibarra   | Aldo Zambra          | Hyundai Coupé             | Santiago     | Automotores Gildemeister - Mobil - Pirelli - JVC                                                                                            |
| 26 | Marcelo Yáñez      | Nicolás Levalle      | Hyundai Coupé             | Puerto Montt | Automotores Gildemeister - Mobil - Pirelli - Distribuidora Rabié - Mayonesa Hellmann's - Clorox - Ballerina - Elite - Axe - Gillette Mach 3 |
| 27 | Emilio Paredes     | Carlos Maldonado     | Ford Focus                | Concepción   | Áridos Paredes - Ford - Mobil - Pirelli |
| 28 | Juan Pablo Silva   | Cristián de la Cerda | Nissan Primera            | Santiago     | Nissan Marubeni - Pioneer - Pirelli - Nokia                                                                                                 |
| 29 | Claudio Moya       | Juan Catalán         | Nissan Primera            | Santiago     | Nissan Marubeni - Pioneer - Pirelli - Nokia                                                                                                 |
| 30 | Carlos Barrie      | Andrea Barrie        | Ford Focus                | Temuco       | Helicópteros del Pacífico - Almacenes París - Ford - Mobil - Pirelli                                                                        |
| 31 | Sebastián Beltrán  | Manuel Jaurena       | Peugeot 307               | Argentine    | Peugeot Chile - Mobil - ValService - Gallyas - Pirelli                                                                                      |
| 32 | Ramón Ferreyros    | Rubén García         | Honda Civic               | Perou        | Honda - Mobil - DuPont - Michelin |
| 33 | Ukyo Katayama      | Gérard Trouble       | Hyundai Coupé             | Japon        | Automotores Gildemeister - Mobil - Pirelli - JVC                                                                                            |
| 34 | Alister McRae      | David Senior         | Peugeot 307               | Royaume-Uni  | Peugeot - Mobil - PlayStation - Sanyo - Pirelli                                                                                             |

Catégorie N-2
| N° | Pilote                  | Copilote                | Auto              | De            | Parrainer                                                                               |
| -- | ----------------------- | ----------------------- | ----------------- | ------------- | --------------------------------------------------------------------------------------- |
| 35 | Osvaldo Stuardo         | Rodrigo Stuardo         | Mitsubishi Lancer | Iquique       | Point Cola - Adelco - Embotelladora Llacolén - Michelin - Redpower                      |
| 36 | Juan Francisco Carrasco | María Victoria Carrasco | Chevrolet Corsa   | Punta Arenas  | Chevrolet Coseche                                                                       |
| 37 | Emilio Ahumada          | Eugenio Silva           | Renault Clio      | San Felipe    | Dolorub - Empreservi - Amortiguadores Atlanta - Ecolife - Mobil - Amortiguadores Rancho |
| 38 | Luis Núñez              | Pablo Cabrera           | Mitsubishi Lancer | Catemu        | Clorox - Ron Bacardi - Sony Ericcson - Amistar - Michelin                               |
| 39 | Jorge Martínez Torres   | Cristián Navarrete      | Renault Clio      | Concepción    | Abastible - Casa Royal - Henkel - Teroson - Loctite - Bonderite - Mobil                 |
| 40 | Carlos Burgos           | Cecilia Jarpa           | Renault Clio      | Talcahuano    | Cabur Competicion - Falken - Henkel - Teroson - Loctite - Bonderite - Mobil             |
| 41 | Eduardo Fernández       | Eugenio Allendes        | Nissan Platina    | Santiago      | Automotora Agustinas - Nissan Cidef                                                     |
| 42 | Ángel Bartolomé         | Francisco Bartolomé     | Renault Clio      | Santiago      | Establecimientos La Mamma - Incomin - Molinera Aconcagua - Amortiguadores Atlanta       |
| 43 | Juan Carlos Abugarade   | Miguel Concha           | Mitsubishi Lancer | San Felipe    | Scania - Mobil - Copec - Supermercados Santa Isabel                                     |
| 44 | Jaime Hinzpeter         | Alfredo Castro          | Seat Ibiza        | Santiago      | Caterpillar - Brooks - Falken                                                           |
| 45 | Juan Carlos Fröhlich    | Jaime Luttecke          | Mitsubishi Lancer | Osorno        | Valeo - Ron Bacardi - Sony Ericcson - Amistar - Michelin                                |
| 46 | Óscar Carrasco          | Cristián Castro         | Daihatsu Sirion   | Santiago      | Rio Claro Exportaciones - Tocornal Autos - Ferretería Oriente                           |
| 47 | Carlos Jáuregui         | Juan Jáuregui           | Mitsubishi Lancer | Santiago      | Valeo - Ron Bacardi - Sony Ericcson - Amistar - Michelin                                |
| 48 | Leopoldo Vargas         | Félix Silva             | Chevrolet Corsa   | Temuco        | Tramcorp - Goodyear - McAfee Security - Delphi - Denso - Swatch - La Tercera            |
| 49 | Carlos Francisco Pérez  | Isaías Aravena          | Mitsubishi Lancer | Ovalle        | Car Fran - Mitsubishi Motors - Serviteca Artigues                                       |
| 50 | Ernesto Rojas           | Gastón Riesco           | Proton Persona    | Santiago      | Easy - Recauchajes Irenesa - Bridgestone - Proterra                                     |
| 51 | Ricardo Vallebuona      | Alberto Gajardo         | Volkswagen Gol    | Concepción    | Abastible - Casa Royal                                                                  |
| 52 | Paulo Otero             | Paulo Otero Jr.         | Mitsubishi Colt   | Santiago      | Automotriz Noack - Kit Car Aire Acondicionado - Viservi Seguridad - Falken              |
| 53 | Mauricio Guerra         | Gonzalo Guerra          | Toyota Yaris      | Concepción    | Toyota - Mobil - PPG - Bridgestone                                                      |
| 54 | Álvaro Castaing         | Miltos Castaing         | Honda Civic       | Talca         | Honda - Mobil - VTR - Goodyear                                                          |
| 55 | Alejandro Burgos        | Jaime Varela            | Nissan V16        | Concepción    | Cabur Competición - Falken - Henkel - Teroson - Loctite - Bonderite - Mobil             |
| 56 | Marcelo Pérez           | Sergio Rosas            | Mitsubishi Colt   | Osorno        | Concreces - Pirelli - Automotora Valp - La Tercera - Loctite                            |
| 57 | Felipe Padilla          | Sergio Concha           | Opel Corsa        | Concepción    | Coseche - Goodyear - Henkel - Teroson - Loctite - Bonderite - Mobil                     |
| 58 | Giovanni Innocenti      | Claudio Ocampo          | Nissan Platina    | Concepción    | Automotora Agustinas - Nissan Cidef - Entel PCS - Mobil                                 |
| 59 | Ricardo Valverde        | Giorgio Gajardo         | Toyota Yaris      | Nueva Braunau | Taller Panamericana Sur - New Dream Discoteque - Falken                                 |
| 60 | Felipe Saieg            | Rodrigo Pastén          | Opel Corsa        | San Felipe    | Establecimientos La Mamma - Incomin - Molinera Aconcagua - Amortiguadores Atlanta       |
| 63 | Julián Lunas            | Claudio Cárdenas        | Nissan Platina    | Santiago      | Automotora Agustinas - Nissan Cidef                                                     |
| 64 | Juan Pablo Mesa         | Juan Carlos Mesa        | Mitsubishi Colt   | La Serena     | Mesa Automotriz - Servicio Automotriz OGO - Mobil - Pirelli                             |
| 65 | Andrés Urrutia          | Enrique Feest           | Suzuki Swift      | Castro        | Suzuki - Impresoras Lexmark - Mobil - Socovesa - Pirelli                                |
| 66 | Cristóbal Geyger        | Jorge Modinger          | Renault Clio      | San Felipe    | Automotriz Renault Sergio Escobar y Cia. - Serviteca Artigues                           |